# Josef Borůvka
Josef Borůvka (18. prosince 1911 Čáslavky – 30. července 1979 Hradec Králové) byl český a československý politik Komunistické strany Československa, poválečný poslanec Ústavodárného Národního shromáždění, Národního shromáždění ČSR a ČSSR a Sněmovny lidu Federálního shromáždění; v roce 1968 československý ministr zemědělství a výživy.

## Biografie
Vystudoval tři třídy měšťanské školy a dvouletou hospodářskou školu lidovou. Od svých čtrnácti let
pracoval v zemědělství. Brzy osiřel a od roku 1929 až do roku 1949 vedl rodinnou zemědělskou usedlost v Dolanech na Náchodsku. Roku 1949 převedl své hospodářství do JZD. K roku 1964 se profesně uvádí jako člen ÚV KSČ a předseda JZD v obci Dolany.
V parlamentních volbách v roce 1946 byl zvolen poslancem Ústavodárného Národního shromáždění za KSČ. V parlamentu setrval do konce funkčního období, tedy do voleb do Národního shromáždění roku 1948, v nichž byl zvolen do Národního shromáždění za KSČ ve volebním kraji Hradec Králové. Mandát získal i ve volbách do Národního shromáždění roku 1954 (volební kraj Liberec), volbách do Národního shromáždění roku 1960 (po nich poslancem Národního shromáždění ČSSR) a volbách do Národního shromáždění roku 1964. V Národním shromáždění zasedal do roku 1968, kdy se v souvislosti s federalizací Československa přesunul do Sněmovny lidu Federálního shromáždění. V prosinci 1969 na mandát rezignoval.
Zastával i vládní a stranické funkce. V letech 1949–1956 byl vedoucím zemědělského oddělení a tajemníkem Krajského výboru KSČ v Hradci Králové a v letech 1956–1960 vedoucím tajemníkem Krajského výboru Národní fronty. V letech 1960–1968 byl předsedou Jednotného zemědělského družstva v Dolanech. V první vládě Oldřicha Černíka byl v roce 1968 ministrem zemědělství a výživy.
X. sjezd KSČ ho zvolil členem Ústředního výboru Komunistické strany Československa (již IX. sjezd KSČ ho zvolil náhradníkem ÚV KSČ). Ve funkci člena ÚV KSČ ho potvrdil XI. sjezd KSČ, XII. sjezd KSČ a XIII. sjezd KSČ a též takzvaný Vysočanský sjezd KSČ v srpnu 1968 krátce po invazi vojsk Varšavské smlouvy do Československa. V období leden – březen 1968 byl navíc členem politbyra ÚV KSČ. Z funkce člena ÚV KSČ byl uvolněn v září 1969.